# 李勇 (1949年)
李勇（1949年12月—），哈尼族，云南景洪人，中华人民共和国政治人物。第九届全国人大代表。

## 生平
1969年9月参加工作，1971年7月加入中国共产党。历任共青团景洪县委副书记、书记，中共景洪县委常委，景洪县副县长，县委书记等职。1987年8月，任西双版纳州副州长、州委委员。1997年5月至2007年3月，任西双版纳州人大常委会党组书记、主任。